# Taeniidae
Taeniidae é uma família de platelmintes. Inclui muitos platelmintes de interesse médico ou veterinário como Taenia solium ou Taenia saginata.

## Taxonomia
A família Taeniidae inclui os seguintes géneros:
- Taenia
  - Taenia saginata
  - Taenia solium
  - Taenia pisiformis
  - Taenia hydatigena
  - Taenia crassiceps
- Echinococcus
  - Echinococcus granulosus
  - Echinococcus multilocularis
- Hydatigera
  - Hydatigera taeniaeformis (Sin.: Taenia taeniaeformis)